# Stephanopis hystrix
Stephanopis hystrix is een spinnensoort in de taxonomische indeling van de krabspinnen (Thomisidae).
Het dier behoort tot het geslacht Stephanopis. De wetenschappelijke naam van de soort werd voor het eerst geldig gepubliceerd in 1951 door Cândido Firmino de Mello-Leitão.